# Albert Jackson
Albert Jackson (Manchester, 12 settembre 1943 – Oldham, 2 dicembre 2014) è stato un calciatore inglese, di ruolo attaccante o difensore.

## Caratteristiche tecniche
Ad inizio carriera era un centravanti, ma in seguito venne arretrato di posizione e divenne un difensore centrale.

## Carriera
Nella stagione 1962-1963 ha giocato nelle giovanili del Manchester Utd, per poi trasferirsi all'Oldham Athletic nella parte finale della medesima stagione. Nel marzo del 1963 gioca per un breve periodo in prestito ai semiprofessionisti del Mossley, con i quali gioca 2 partite; fa poi ritorno all'Oldham, con cui tra il 1963 ed il 1966 mette a segno 4 reti in 22 presenze nella terza divisione inglese. Tra il 1966 ed il 1972 gioca con i semiprofessionisti gallesi del Bangor City, per poi trasferirsi al Wigan, con cui tra il 1972 ed il 1975 gioca per tre stagioni consecutive in Northern Premier League, competizione che vince nella stagione 1974-1975; con il Wigan gioca inoltre la finale di FA Trophy nella stagione 1972-1973. Nell'estate del 1974, tra la seconda e la terza stagione al Wigan, trascorre anche un periodo nella NASL, giocando il torneo 1974, con i Dallas Tornado, con cui segna 5 reti in 17 presenze, venendo anche nominato tra i NASL All-Stars. Tornerà ai Tornado anche la stagione seguente, non riuscendo ad accedere ai playoff per il titolo.
Nel 1975 dopo un fugace ritorno al Bangor City torna al Mossley, questa volta a titolo definitivo; rimane nel club per due stagioni consecutive, giocando prevalentemente come difensore e segnando 2 reti in 90 presenze (curiosamente entrambe in una partita vinta per 6-2 contro il Worksop Town nel febbraio del 1976, una delle poche partite nel Mossley in cui venne schierato come attaccante). Infine, tra il 1976 ed il 1978 ha giocato con i semiprofessionisti del Droylsden, dei quali per un periodo è anche stato capitano.

## Palmarès

### Club

#### Competizioni nazionali
- Northern Premier League: 1

Wigan: 1974-1975

#### Competizioni giovanili
- Blue Stars/FIFA Youth Cup: 1

Manchester United: 1962